# Lowell
Lowell er en by i Massachusetts, USA. Den har 115.554 (2020) indbyggere og er den fjerdestørste i Massachusetts. Lowell er sammen med Cambridge hovedby i Middlesex County og ligger i den nordlige del af Massachusetts tæt på grænsen til New Hampshire.
Forfatteren Jack Kerouac og skuespilleren Bette Davis er begge født i byen, og Kerouac har skrevet flere selvbiografiske romaner med scene i byen.